# Réaumont
Réaumont är en kommun i departementet Isère i regionen Auvergne-Rhône-Alpes i sydöstra Frankrike. Kommunen ligger i kantonen Rives som tillhör arrondissementet Grenoble. År 2022 hade Réaumont 1 005 invånare.

## Befolkningsutveckling
Antalet invånare i kommunen Réaumont
Referens:INSEE